# Меча дупка (Лесковдол)
Мѐча дупка е пещера в Голема планина, дял на Западна Стара планина.

## Местоположение
Намира в крайната северозападна част от землището на село Лесковдол, в подножието на връх Танкосер, откъдето идва и другото ѝ име - Танкосерска. Поради близостта ѝ до желенската махала Добров требеш пещерата по-често е свързвана със село Желен.

## Описание
Първото картиране на пещера Меча дупка е в края на 50-те години на 20. век, като тогава са отбелязани три входа, всички от които труднодостъпни: долен ход, който води към водната част, и два горни входа, които не се забелязват и са достижими по тясна лавица над долния вход. След допълнителни проучвания е изготвена нова карта, според която към пещерата има и четвърти вход.
Пещерата е малка, двуетажна и труднопроходима. Има множество галерии и зали, част от които са изпълнени с немалко на брой синтрови езера. От пещерата извира и малка подземна река, която се влива в река Трескавец. Образуванията са представени от разноцветни драперии, каменопади, сталактити копия, сталактони, хеликтити и други. При проучвания в Меча дупка са открити пещерни бисери, аномални образувания, както и цели скелети на различни някогашни животни, особено такива на пещерни мечки.

## Фауна
Изследване от 80-те години открива останки от различна степна фауна, поради което Меча дупка е датирана към горния плейстоцен. Установено е също, че преди хилядолетия пещерата е била по-открита, билата около нея били заети от степна растителност, докато горите били малки по площ и основно разпространени в доловете и речните долини. От 2007 година пещерата е защитен обект в обхвата на защитена зона „Искърски пролом – Ржана“, част от мрежата на Натура 2000.